# Kadugodi Plantation, Bangalore South
Kadugodi Plantation là một làng thuộc tehsil Bangalore South, huyện Bangalore Urban, bang Karnataka, Ấn Độ.